# Pałac w Kadynach
Pałac w Kadynach – zabytkowy pałac w miejscowości Kadyny.

## Opis
Barokowy pałac wybudowany w 1688 na rzucie prostokąta, kryty  dachem mansardowym z lukarnami. Od frontu piętrowy ryzalit szeroki przy dachu na trzy okna, zwieńczony trójkątnym frontonem zawierającym kartusze z herbami Wilhelma von Schwerin (1739–1802, odmiana herbu) i jego żony Wilhelminy von Rehbinder (1766–1829).
Obiekt jest częścią zespołu pałacowo-folwarcznego z XVII w. przebudowywanego do XX w., w skład którego wchodzą jeszcze:
- park przy pałacu z XVIII-XIX w.
- budynek gospodarczy, spichrz z 1801, przebudowany w XIX/XX w., nr rej.: 680 z 27.10.1973
- oranżeria, obecnie dom mieszkalny z 1817, nr rej.: 681 z 27.10.1973
- dom nr 1,  tzw. Dom Kawalerów z XVIII/XIX w., nr rej.: 682 z 27.10.1973
- gorzelnia, obecnie hotel z XIX/XX w., nr rej.: A-4461 z 28.03.2007
- budynek bramy przejazdowej z łącznikiem z XIX/XX w., nr rej.: A-4461 z 28.03.2007

- budynki folwarczne, obecnie stadnina koni z XIX/XX w., nr rej.: A-4461 z 28.03.2007:
  - trzy stajnie
  - dom mieszkalny
  - stajnia z magazynem
  - garaż z wagą
  - stodoła
  - skwer przy stajni
  - studnia z obudową[2].

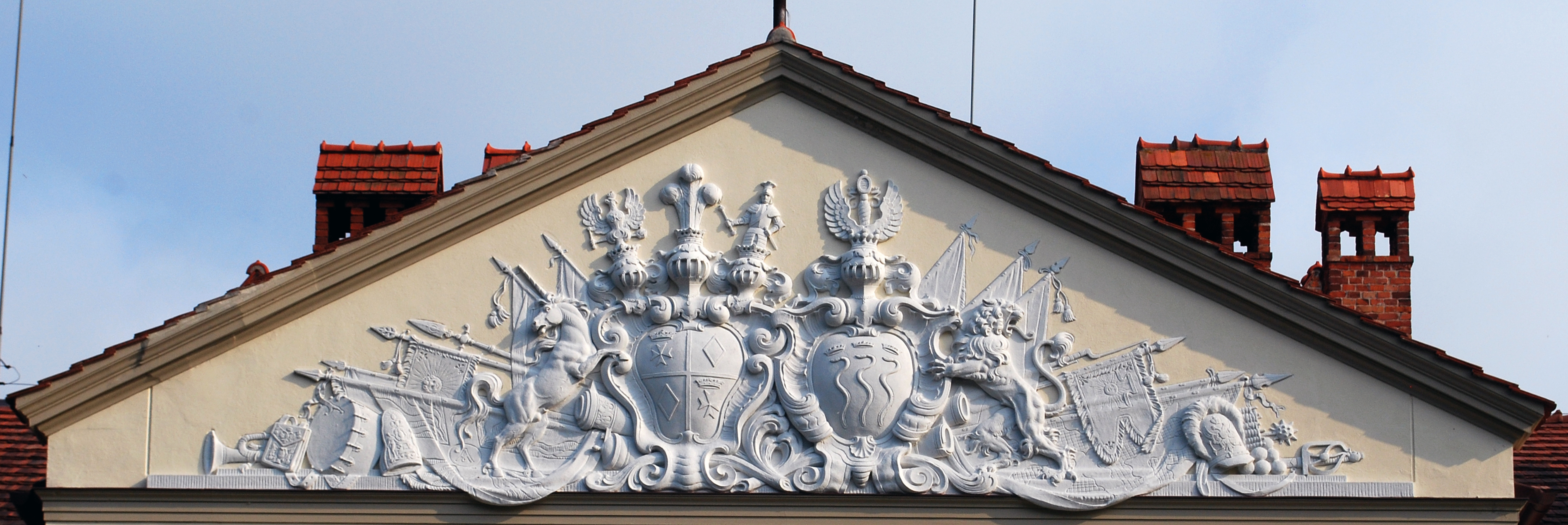
Fronton z herbami
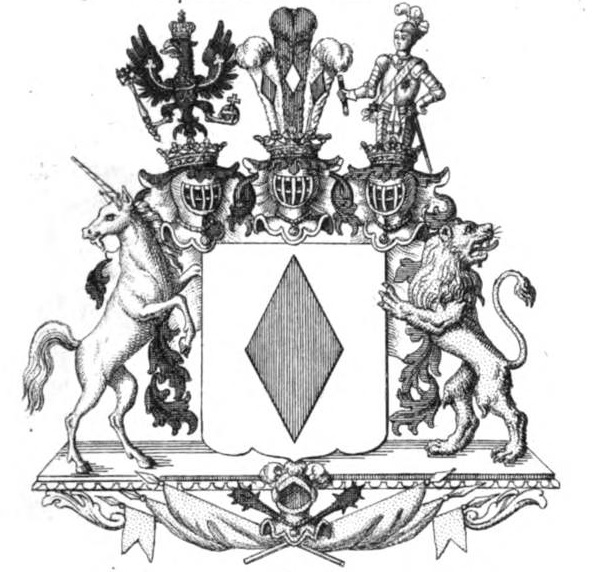
Herb von Schwerin, rodowy
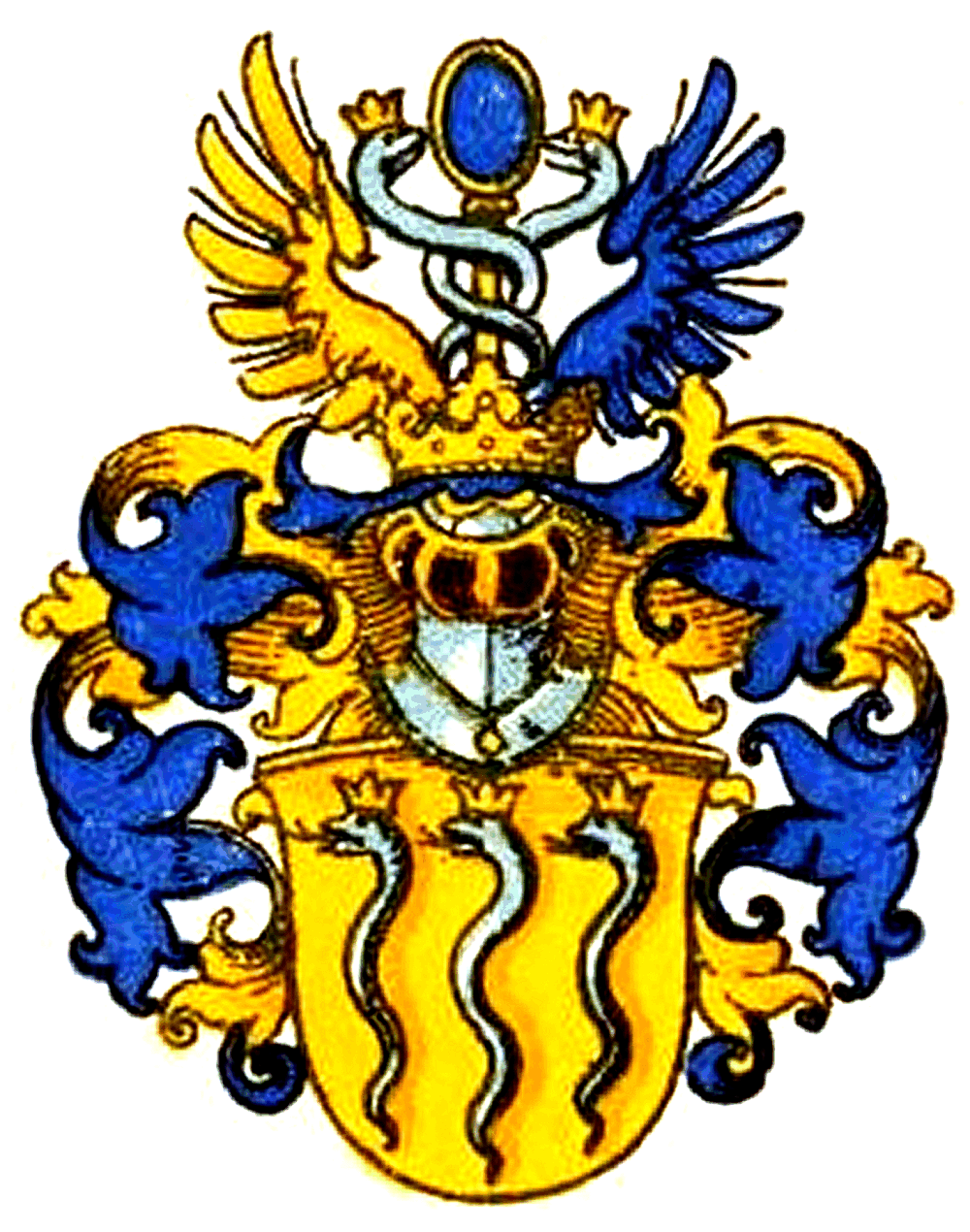
Herb von Rehbinder
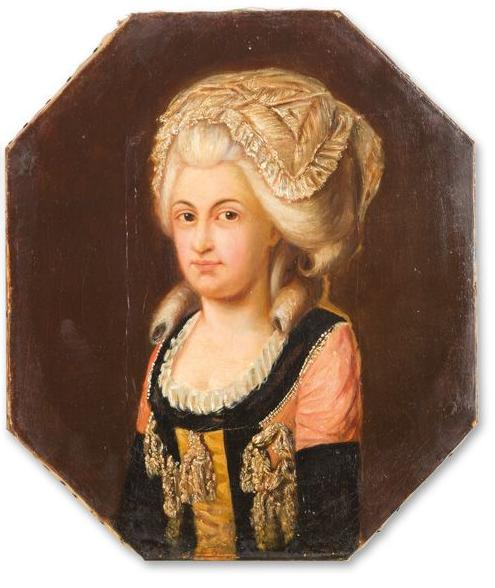
Wilhelmina Rehbinder (1766-1829)